# Gare d’Allassac
Gare d’Allassac vasútállomás Franciaországban, Allassac településen.

## Vasútvonalak
Az állomást az alábbi vasútvonalak érintik:
- Orléans–Montauban-vasútvonal

## Kapcsolódó állomások
A vasútállomáshoz az alábbi állomások vannak a legközelebb:
- Gare de Brive-la-Gaillarde (Gare de Montauban-Ville-Bourbon, Orléans–Montauban-vasútvonal)
- Gare de Vigeois (Gare des Aubrais - Orléans, Orléans–Montauban-vasútvonal)